# جوناثان غريشام
جوناثان غريشام (بالإنجليزية: Jonathan Gresham)‏ هو مصارع محترف أمريكي، ولد في 20 مارس 1988 في أتلانتا في الولايات المتحدة.

## روابط خارجية
- جوناثان غريشام على موقع WrestlingData.com (الإنجليزية)
- جوناثان غريشام على موقع CageMatch worker (الإنجليزية)
- جوناثان غريشام على موقع قاعدة بيانات المصارعة على الإنترنت (الإنجليزية)
- جوناثان غريشام على موقع عالم المصارعة على الإنترنت (الإنجليزية)